# Lista președinților Statelor Unite ale Americii după vârsta avută la părăsirea funcției
Aceasta listă prezintă vârsta pe care au avut-o președinții SUA în momentul părăsirii funcției (indiferent de cauza încheierii mandatului).

Puteți sorta lista crescător sau descrescător (coloana Poziția), sau după numărul de ordine la președinție (ultima coloană).
| Poziția | Președinte              | Ani | Luni | Zile | Perioada mandatului                  | Nr. |
| ------- | ----------------------- | --- | ---- | ---- | ------------------------------------ | --- |
| 1       | Joe Biden               | 82  | 2    | 0    | 20 ianuarie 2021 - 20 ianuarie 2025  | 46  |
| 2       | Ronald Reagan           | 77  | 11   | 14   | 20 ianuarie 1981 - 20 ianuarie 1989  | 40  |
| 3       | Donald Trump            | 74  | 7    | 6    | 20 ianuarie 2017 - 20 ianuarie 2021  | 45  |
| 4       | Dwight D. Eisenhower    | 70  | 3    | 6    | 20 ianuarie 1953 - 20 ianuarie 1961  | 34  |
| 5       | Andrew Jackson          | 69  | 11   | 17   | 4 martie 1829 - 4 martie 1837        | 7   |
| 6       | James Buchanan          | 69  | 10   | 9    | 4 martie 1857 - 4 martie 1861        | 15  |
| 7       | Harry S. Truman         | 68  | 8    | 12   | 12 aprilie 1945 - 20 ianuarie 1953   | 33  |
| 8       | George H. W. Bush       | 68  | 7    | 8    | 20 ianuarie 1989 - 20 ianuarie 1993  | 41  |
| 9       | William H. Harrison     | 68  | 1    | 26   | 4 martie 1841 - 4 aprilie 1841       | 9   |
| 10      | James Monroe            | 66  | 10   | 5    | 4 martie 1817 - 4 martie 1825        | 5   |
| 11      | James Madison           | 65  | 11   | 16   | 4 martie 1809 - 4 martie 1817        | 4   |
| 12      | Thomas Jefferson        | 65  | 10   | 19   | 4 martie 1801 - 4 martie 1809        | 3   |
| 13      | Zachary Taylor          | 65  | 7    | 15   | 4 martie 1849 - 9 iulie 1850         | 12  |
| 14      | John Adams              | 65  | 4    | 4    | 4 martie 1797 - 4 martie 1801        | 2   |
| 15      | George Washington       | 65  | 0    | 10   | 30 aprilie 1789 - 4 martie 1797      | 1   |
| 16      | Woodrow Wilson          | 64  | 2    | 4    | 4 martie 1913 - 4 martie 1921        | 28  |
| 17      | Gerald Ford             | 63  | 6    | 6    | 9 august 1974 - 20 ianuarie 1977     | 38  |
| 18      | Franklin D. Roosevelt   | 63  | 2    | 13   | 4 martie 1933 - 12 aprilie 1945      | 32  |
| 19      | George W. Bush          | 62  | 6    | 14   | 20 ianuarie 2001 - 20 ianuarie 2009  | 43  |
| 20      | John Quincy Adams       | 61  | 7    | 21   | 4 martie 1825 - 4 martie 1829        | 6   |
| 21      | Richard Nixon           | 61  | 7    | 0    | 20 ianuarie 1969 - 9 august 1974     | 37  |
| 22      | Lyndon B. Johnson       | 60  | 4    | 24   | 22 noiembrie 1963 - 20 ianuarie 1969 | 36  |
| 23      | Andrew Johnson          | 60  | 2    | 4    | 15 aprilie 1865 - 4 martie 1869      | 17  |
| 24      | Grover Cleveland        | 59  | 11   | 14   | 4 martie 1893 - 4 martie 1897        | 24  |
| 25      | Benjamin Harrison       | 59  | 6    | 12   | 4 martie 1889 - 4 martie 1893        | 23  |
| 26      | William McKinley        | 58  | 7    | 16   | 4 martie 1897 - 14 septembrie 1901   | 25  |
| 27      | Herbert Hoover          | 58  | 6    | 22   | 4 martie 1929 - 4 martie 1933        | 31  |
| 28      | Rutherford B. Hayes     | 58  | 5    | 0    | 4 martie 1877 - 4 martie 1881        | 19  |
| 29      | Martin Van Buren        | 58  | 2    | 27   | 4 martie 1837 - 4 martie 1841        | 8   |
| 30      | Warren Gamaliel Harding | 57  | 9    | 0    | 4 martie 1921 - 2 august 1923        | 29  |
| 31      | Calvin Coolidge         | 56  | 8    | 0    | 2 august 1923 - 4 martie 1929        | 30  |
| 32      | Jimmy Carter            | 56  | 3    | 19   | 20 ianuarie 1977 - 20 ianuarie 1981  | 39  |
| 33      | Abraham Lincoln         | 56  | 2    | 3    | 4 martie 1861 - 15 aprilie 1865      | 16  |
| 34      | William H. Taft         | 55  | 5    | 17   | 4 martie 1909 - 4 martie 1913        | 27  |
| 35      | Barack Obama            | 55  | 5    | 16   | 20 ianuarie 2009 - 20 ianuarie 2017  | 44  |
| 36      | Chester A. Arthur       | 55  | 4    | 27   | 19 septembrie 1881 - 4 martie 1885   | 21  |
| 37      | John Tyler              | 54  | 11   | 4    | 4 aprilie 1841 - 4 martie 1845       | 10  |
| 38      | Ulysses S. Grant        | 54  | 10   | 5    | 4 martie 1869 - 4 martie 1877        | 18  |
| 39      | Bill Clinton            | 54  | 5    | 1    | 20 ianuarie 1993 - 20 ianuarie 2001  | 42  |
| 40      | James K. Polk           | 53  | 4    | 2    | 4 martie 1845 - 4 martie 1849        | 11  |
| 41      | Millard Fillmore        | 53  | 1    | 25   | 9 iulie 1850 - 4 martie 1853         | 13  |
| 42      | Franklin Pierce         | 52  | 3    | 9    | 4 martie 1853 - 4 martie 1857        | 14  |
| 43      | Grover Cleveland        | 51  | 11   | 14   | 4 martie 1885 - 4 martie 1889        | 22  |
| 44      | Theodore Roosevelt      | 50  | 4    | 5    | 14 septembrie 1901 - 4 martie 1909   | 26  |
| 45      | James Abram Garfield    | 49  | 10   | 0    | 4 martie 1881 - 19 septembrie 1881   | 20  |
| 46      | John F. Kennedy         | 46  | 5    | 24   | 20 ianuarie 1961 - 22 noiembrie 1963 | 35  |
| Poziția | Președinte              | Ani | Luni | Zile | Perioada mandatului                  | Nr. |

1. ↑  Conform ordinii cronologice de preluare a funcției
2. ↑  Vârsta la încheierea primului mandat; a început un nou mandat în 2025.
3. 1 2  Pentru că Grover Cleveland a fost în funcție două mandate neconsecutive, vârsta lui este prezentată pentru fiecare dintre cele două mandate.

- Din punct de vedere cronologic, recordurile au evoluat astfel:

1. Recordul de bătrânețe:
  1. 1797, George Washington, 65 de ani, 0 luni, 10 zile;
  2. 1801, John Adams, 65 de ani, 4 luni, 4 zile;
  3. 1809, Thomas Jefferson, 65 de ani, 10 luni, 19 zile;
  4. 1817, James Madison, 65 de ani, 11 luni, 16 zile;
  5. 1825, James Monroe, 66 de ani, 10 luni, 4 zile;
  6. 1837, Andrew Jackson, 69 de ani, 11 luni, 17 zile;
  7. 1961, Dwight David Eisenhower, 70 de ani, 3 luni, 6 zile;
  8. 1989, Ronald Reagan, 77 de ani, 11 luni, 14 zile;
  9. 2025, Joe Biden, 82 de ani, 2 luni, 0 zile.
2. Recordul de tinerețe:
  1. 1797, George Washington, 65 de ani, 0 luni, 9 zile;
  2. 1829, John Quincy Adams, 61 de ani 7 luni, 21 de zile;
  3. 1841, Martin Van Buren, 58 de ani, 2 luni, 27 de zile;
  4. 1845, John Tyler, 54 de ani, 11 luni, 4 zile;
  5. 1849, James Knox Polk, 53 de ani, 4 luni, 2 zile;
  6. 1853, Millard Fillmore, 53 de ani, 1 lună, 25 de zile;
  7. 1857, Franklin Pierce, 52 de ani, 3 luni, 9 zile;
  8. 1881, James Abram Garfield, 49 de ani, 10 luni, 0 zile;
  9. 1963, John Fitzgerald Kennedy, 46 de ani, 5 luni, 24 de zile.

- Media vârstei la părăsirea funcției este de 61 de ani, 1 lună și 4 de zile, situându-se undeva între pozițiile 21 și 22 (Nixon și L. B. Johnson).
  - Primii șapte președinți, precum și ultimii (Biden, Trump) se situează peste această medie.